# Manuel Ríos
Manuel Ríos Ríos (22 de agosto de 1976 en Ciudad de México, México) es un ex futbolista mexicano que se desempeñaba en la posición de mediocampista. Jugó para el Pachuca Club de Fútbol, Club Deportivo Guadalajara, Club Irapuato, Club América, Querétaro Fútbol Club y Puebla Fútbol Club.
Debutó el 22 de marzo de 1997 con el Pachuca en un partido contra el Puebla que terminaría 1-0 a favor de la franja.
En 1998 es traspasado al Club Deportivo Guadalajara, donde permaneció 2 años y medio, logrando anotar 4 goles en liga y 3 goles en el torneo de la Copa Merconorte en su edición 2000. Para el 2001 es traspasado al Irapuato.
En 2002 fue campeón de liga con el América y tuvo participación en Copa Libertadores. Pasa por un torneo al Querétaro y finalmente llega al Puebla en el Apertura 2003 y permanece en la institución hasta el 2005.